# Amorphophallus nicolsonianus
Amorphophallus nicolsonianus là một loài thực vật có hoa trong họ Ráy (Araceae). Loài này được Sivadasan mô tả khoa học đầu tiên năm 1986.